# Élections européennes de 2014 en Autriche
Les élections européennes de 2014 ont eu lieu entre le 22 et le 25 mai selon les pays, et le dimanche 25 mai 2014 en Autriche. Ces élections étaient les premières depuis l'entrée en vigueur du traité de Lisbonne qui a renforcé les pouvoirs du Parlement européen et modifié la répartition des sièges entre les différents États-membres. Ainsi, les Autrichiens n'ont pas élu 19 députés européens comme en 2009, mais 18 seulement.

## Contexte
Lors des élections européennes de 2009, les deux partis au pouvoir, le SPÖ et l'ÖVP ont subi de fortes pertes, bien que restant tous les deux en tête du scrutin. Cette perte d'influence de ces deux partis ayant dirigé ensemble le gouvernement autrichien durant de nombreuses années depuis 1945, a par ailleurs été confirmée lors des élections législatives en 2013. Dans le même temps, alors que le FPÖ et Les Verts ont renforcé leurs positions, deux nouveaux partis ont fait leur entrée au Parlement, Team Stronach et NEOS - La nouvelle Autriche. Ces mêmes élections ont également été marquées par l'effondrement de la BZÖ, qui n'a pas réussi à obtenir de sièges.
De plus, plusieurs changements ont eu lieu au sein de la représentation autrichienne au Parlement européen depuis les élections de 2009. En 2011, Hubert Pirker a remplacé Ernst Strasser impliqué dans un trafic d'influence. Josef Weidenholzer et Heinz Becker sont quant à eux devenus députés européens à la faveur de la ratification du traité de Lisbonne, qui a accordé deux sièges supplémentaires à l'Autriche. Enfin, trois députés ont quitté le parti dont ils étaient membres lors de leur élection. C'est le cas d'Angelika Werthmann et Martin Ehrenhauser, qui ont rendu leur carte de la Liste Hans-Peter Martin, et d'Ewald Stadler, qui a fait perdre à la BZÖ son seul député européen.
| Groupe au PE | PPE | S&D | Verts/ALE                                                                                    | Non-inscrits                                                                              | Non-inscrits                                    | Non-inscrits |
| Parti        | ÖVP | SPÖ | GRÜNE                                                                                        | FPÖ                                                                                       | MARTIN                                          | sans étiquette |
| ------------ | --- | --- | -------------------------------------------------------------------------------------------- | ----------------------------------------------------------------------------------------- | ----------------------------------------------- | --- |
|              | - Othmar Karas (depuis le 14 juillet 2009) - Elisabeth Köstinger (depuis le 14 juillet 2009) - Paul Rübig (depuis le 14 juillet 2009) - Richard Seeber (depuis le 14 juillet 2009) - Hubert Pirker (depuis le 31 mars 2011) - Heinz Becker (depuis le 1er avril 2011) | - Hannes Swoboda (depuis le 14 juillet 2009) - Karin Kadenbach (depuis le 14 juillet 2009) - Jörg Leichtfried (depuis le 14 juillet 2009) - Evelyn Regner (depuis le 14 juillet 2009) - Josef Weidenholzer (depuis le 1er avril 2011) | - Ulrike Lunacek (depuis le 14 juillet 2009) - Eva Lichtenberger (depuis le 14 juillet 2009) | - Andreas Mölzer (depuis le 14 juillet 2009) - Franz Obermayr (depuis le 14 juillet 2009) | - Hans-Peter Martin (depuis le 14 juillet 2009) | - Martin Ehrenhauser (depuis le 14 juillet 2009, élu sur la Liste Martin) - Ewald Stadler (depuis le 7 décembre 2011, élu sur la liste de la BZÖ) - Angelika Werthmann (depuis le 14 juillet 2009, élue sur la Liste Martin) |

## Mode de scrutin
Les dix-huit eurodéputés autrichiens sont élus au scrutin proportionnel de liste, et les sièges sont répartis entre les listes dépassant 5,27 % des suffrages exprimés selon la méthode d'Hondt.
Lors de ces élections, peuvent voter :
- Les citoyens autrichiens âgés de 16 ans et plus le jour de l'élection, et résidant en Autriche.
- Les citoyens autrichiens âgés de 16 ans et plus le jour de l'élection, résidant à l'étranger, et ayant présenté une notification de figurer sur la liste électorale de la commune autrichienne où ils résidaient auparavant.
- Les ressortissants de l'UE âgés de 16 ans et plus, résidant en Autriche, et ayant présenté une notification à être inscrit sur la liste électorale de la commune autrichienne où ils résident.

## Campagne

### Partis et candidats
| Parti | Parti                                                                          | Idéologie                                                                      | Tête de liste                       | Parti européen |
| ----- | ------------------------------------------------------------------------------ | ------------------------------------------------------------------------------ | ----------------------------------- | -------------- |
|       | Parti social-démocrate d'Autriche (SPÖ) Sozialdemokratische Partei Österreichs | Centre gauche Social-démocratie, progressisme                                  | Eugen Freund                        | PSE            |
|       | Parti populaire autrichien (ÖVP) Österreichische Volkspartei                   | Centre droit Démocratie chrétienne, libéral-conservatisme                      | Othmar Karas                        | PPE            |
|       | Parti de la liberté d'Autriche (FPÖ) Freiheitliche Partei Österreichs          | Extrême droite National-conservatisme, libéralisme économique, euroscepticisme | Harald Vilimsky                     | AEL            |
|       | Les Verts - L'Alternative verte (GRÜNE) Die Grünen – Die Grüne Alternative     | Centre gauche Écologie politique, progressisme                                 | Ulrike Lunacek                      | PVE            |
|       | NEOS - La nouvelle Autriche et le Forum libéral Neos – Das Neue Österreich     | Centre Libéralisme                                                             | Angelika Mlinar                     | ALDE           |
|       | L'Europe autrement (EA) Europa Anders*                                         | Gauche Progressisme, égalitarisme                                              | Martin Ehrenhauser                  | PGE / PPUE     |
|       | REKOS Die Reformkonservativen                                                  | Droite Conservatisme, euroscepticisme                                          | Ewald Stadler                       | MELD           |
|       | Alliance pour l'avenir de l'Autriche (BZÖ) Bündnis Zukunft Österreich          | Extrême droite National-conservatisme, libéralisme économique, euroscepticisme | Angelika Werthmann*                 | -              |
|       | EUSTOP EU-Austritt, Direkte Demokratie, Neutralität, EU-Stop                   | Démocratie directe, euroscepticisme                                            | Rudolf Pomaroli et Robert Marschall | -              |

* Coalition entre le Parti communiste d'Autriche, le Parti des pirates, le parti "Le changement" et des indépendants tels que Martin Ehrenhauser.
** Ulrike Haider-Quercia, fille de Jörg Haider, désignée tête de liste du BZÖ en février, a retiré sa candidature en avril, à la suite des critiques adressées par des membres du parti quant à ses positions pro-européennes,.
La présentation de listes par Team Stronach ne semble pas encore certaine.
En mars 2013, Hans-Peter Martin a annoncé la fin de sa carrière politique, renonçant ainsi à une nouvelle candidature au Parlement européen.

### Sondages

#### Voix
| Institut        | Date       | ÖVP  | SPÖ  | FPÖ  | GRÜNE | NEOS       | MARTIN | TS | BZÖ | REKOS | EA                     | Autres |
| Karmasin        | 08.11.2013 | 25   | 22   | 21   | 12    | 8          | 3      | 2  | 1   | -     | PP 2, KPÖ 1, Ehrenhs 1 | 2      |
| Karmasin        | 07.12.2013 | 26   | 22   | 22   | 12    | 9, JuLis 1 | 2      | 1  | 1   | 1     | -                      | 4      |
| Hajek           | 12.12.2013 | 26   | 20   | 21   | 13    | 10         | 5      | 2  | -   | -     | -                      | 3      |
| Gallup          | 21.12.2013 | 24   | 22   | 22   | 13    | 10         | 3      | 2  | -   | -     | -                      | -      |
| Oekonsult       | 07.01.2014 | 23,2 | 21,7 | 22,7 | 15,8  | 10,8       | 2,5    | 2  | 1,5 | -     | -                      | -      |
| Gallup          | 11.01.2014 | 25   | 23   | 22   | 13    | 12         | 2      | -  | -   | 1     | -                      | -      |
| Gallup          | 17.01.2014 | 24   | 24   | 23   | 13    | 12         | 2      | -  | -   | 1     | -                      | -      |
| IFES            | 26.01.2014 | 20   | 24   | 22   | 14    | 12         | 3      | -  | -   | -     | -                      | 5      |
| Gallup          | 31.01.2014 | 23   | 23   | 22   | 14    | 13         | 1      | -  | -   | 1     | -                      | 3      |
| Meinungsraum.at | 07.02.2014 | 20   | 24   | 23   | 13    | 13         | 1      | -  | -   | -     | -                      | 6      |
| Gallup          | 14.02.2014 | 22   | 22   | 23   | 14    | 13         | 1      | -  | -   | 1     | -                      | 3      |
| Karmasin        | 15.02.2014 | 22   | 23   | 22   | 14    | 12         | 2      | -  | 1   | 1     | -                      | 3      |
| Gallup          | 01.03.2014 | 22   | 22   | 23   | 14    | 13         | 2      | -  | -   | 1     | -                      | -      |
| Gallup          | 07.03.2014 | 22   | 23   | 22   | 14    | 12         | 2      | 1  | 2   | -     | 1                      | 1      |
| Hajek           | 13.03.2014 | 24   | 25   | 22   | 10    | 12         | 3      | -  | -   | 1     | -                      | 3      |
| Market          | 17.03.2014 | 23   | 21   | 22   | 15    | 12         | -      | 2  | 2   | -     | 2                      | 1      |
| Unique Research | 22.03.2014 | 26   | 23   | 20   | 11    | 13         | 3      |    |     |       |                        | 4      |
| Gallup          | 23.03.2014 | 24   | 23   | 20   | 15    | 12         | 2      |    |     |       |                        | 4      |
| Gallup          | 27.03.2014 | 22   | 24   | 21   | 13    | 13         | -      | 1  | 2   | 1     | 1                      | 2      |
| Oekonsult       | 28.03.2014 | 25   | 22   | 21   | 13    | 12         | -      | 2  | 2   | 1     | 1                      | 1      |
| Unique Research | 04.04.2014 | 26   | 23   | 19   | 12    | 14         | -      | 1  | 2   | 1     | 1                      | 2      |
| Gallup          | 10.04.2014 | 24   | 24   | 19   | 13    | 13         | -      | -  | 1   | 2     | 2                      | 2      |
| Unique Research | 12.04.2014 | 26   | 24   | 18   | 13    | 14         | -      | -  |     |       |                        | 5      |
| Gallup          | 27.04.2014 | 23   | 24   | 20   | 13    | 13         | -      | -  | 1   | 1     | 2                      | 3      |
| Gallup          | 01.05.2014 | 24   | 24   | 19   | 13    | 14         | -      | -  | 1   | 1     | 3                      | 3      |
| Meinungsraum.at | 08.05.2014 | 24   | 23   | 21   | 12    | 14         | -      | -  | 1,5 | 1,5   | 1,5                    | -      |
| Unique Research | 09.05.2014 | 25   | 24   | 20   | 12    | 13         | -      | -  | 1   | 2     | 3                      | -      |
| Gallup          | 10.05.2014 | 24   | 24   | 20   | 13    | 12         | -      | -  | 2   | 1     | 3                      | 1      |
| Market          | 14.05.2014 | 22   | 23   | 21   | 16    | 14         | -      | -  | 1   | -     | 1                      | 2      |

#### Sièges
| Institut        | Date           | ÖVP | SPÖ | FPÖ | GRÜNE | NEOS | MARTIN |
| Market          | 14/05/2014     | 4   | 4   | 4   | 3     | 3    | 0      |
| Gallup          | 10/05/2014     | 5   | 5   | 4   | 2     | 2    | 0      |
| Unique Research | 09/05/2014     | 5   | 5   | 4   | 2     | 2    | 0      |
| Meinungsraum.at | 08/05/2014     | 5   | 4   | 4   | 2     | 3    | 0      |
| Gallup          | 01/05/2014     | 5   | 5   | 4   | 2     | 2    | 0      |
| Unique Research | 22/03/2014     | 5   | 5   | 4   | 2     | 2    | 0      |
| Hajek           | 03/03/2014     | 5   | 5   | 4   | 2     | 2    | 0      |
| Gallup          | 07/03/2014     | 4   | 5   | 4   | 3     | 2    | 0      |
| Gallup          | 07/02/2014     | 4   | 5   | 5   | 2     | 2    | 0      |
| Gallup          | 31/01/2014     | 4   | 5   | 4   | 3     | 3    | 0      |
| Gallup          | 27/01/2014     | 4   | 5   | 4   | 3     | 2    | 0      |
|                 |                |     |     |     |       |      |        |
| Sièges en 2009  | Sièges en 2009 | 6   | 4   | 2   | 2     | 0    | 3      |

### Thèmes
En mars 2014, l'eurodéputé FPÖ sortant et tête de liste de son parti, Andreas Mölzer, a créé la polémique après la révélation par le journal allemand Süddeutsche Zeitung de propos tenus un mois auparavant lors d'un événement de son parti. Mölzer a notamment déclaré que l'Union européenne menaçait de devenir « un conglomérat de nègres, le chaos absolu ». « C'est vraiment ainsi, tous, des Portugais aux Estoniens, des Suédois aux Siciliens... se moquent de nous, les Allemands et les Autrichiens. Nous sommes les seuls qui commencent à travailler à 9 heures et pas seulement à 11 heures » et que comparé à l'UE, « le Troisième Reich était probablement informe et libéral » car il n'avait « pas autant de règles et de régulations ». À la suite de la révélation de ses propos, Mölzer a publié deux communiqués de presse dans lesquels il a fait valoir que « le choix des mots était mauvais » ainsi que le contexte « satirico-ironique » dans lequel ces propos ont été tenus, et le fait qu'il n'avait pas voulu « minimiser [...] le caractère criminel du régime nazi » mais dénoncer « l'absurde acharnement réglementaire de l'UE de manière drastique ». À la suite de la polémique suscitée par ses propos, Andreas Mölzer a renoncé à sa position de tête de liste.

## Résultats

### Répartition
| Parti ou coalition       | Parti ou coalition                              | Voix      | %     | +/-  | Sièges | +/-           | Groupe    |
| ------------------------ | ----------------------------------------------- | --------- | ----- | ---- | ------ | ------------- | --------- |
|                          | Parti populaire autrichien (ÖVP)                | 761 896   | 26,98 | 3    | 5      | 1             | PPE       |
|                          | Parti social-démocrate d'Autriche (SPÖ)         | 680 180   | 24,09 | 0,35 | 5      | 1             | S&D       |
|                          | Parti de la liberté d'Autriche (FPÖ)            | 556 835   | 19,72 | 7,01 | 4      | 2             | NI        |
|                          | Les Verts - L'Alternative verte (Grünen)        | 410 089   | 14,52 | 4,59 | 3      | 1             | Verts/ALE |
|                          | NEOS - La nouvelle Autriche et le Forum libéral | 229 781   | 8,14  | 7,42 | 1      | 1             | ADLE      |
|                          | EUSTOP                                          | 77 897    | 2,76  | Nv.  | 0      | Nv.           |           |
|                          | L'Europe autrement (KPÖ-PPÖ-WANDEL)             | 60 451    | 2,14  | 1,48 | 0      | en stagnation |           |
|                          | Les Conservateurs réformateurs (REKOS)          | 33 224    | 1,18  | Nv.  | 0      | Nv.           |           |
|                          | Alliance pour l'avenir de l'Autriche (BZÖ)      | 13 208    | 0,47  | 4,11 | 0      | en stagnation |           |
|                          |                                                 |           |       |      |        |               |           |
| Votes valides            | Votes valides                                   | 2 823 561 | 97,05 |      |        |               |           |
| Votes blancs et nuls     | Votes blancs et nuls                            | 85 936    | 2,95  |      |        |               |           |
| Total                    | Total                                           | 2 909 497 | 100   | -    | 18     | 1             | -         |
| Abstentions              | Abstentions                                     | 3 501 105 | 54,61 |      |        |               |           |
| Inscrits / Participation | Inscrits / Participation                        | 6 410 602 | 45,39 |      |        |               |           |

### Analyse
La course pour la première place entre le SPÖ, l'ÖVP et le FPÖ telle qu'annoncée par les sondages n'a finalement pas eu lieu. L'ÖVP arrive près de trois points devant le SPÖ, suivi du FPÖ en dessous des 20 %, bien qu'en progression de sept points par rapport à 2009.
L'absence de la Liste Hans-Peter Martin, arrivée troisième en 2009, a pour effet qu'aucun des principaux partis ne puisse être déclaré comme perdant de ces élections, le seul parti perdant des voix et un siège étant l'ÖVP, pourtant arrivé en tête. De la même façon qu'entre les trois plus gros partis, la course annoncée entre Les Verts et NEOS pour la quatrième place n'a pas eu lieu, les premiers devançant les seconds de plus de six points. Les Verts remportent ainsi un troisième siège conformément à leurs attentes et NEOS fait son entrée au Parlement européen, mais ne remportant qu'un siège alors qu'il en attendait deux.
Le fait que l'ÖVP soit arrivé en première position du scrutin devrait permettre la reconduite de Johannes Hahn comme membre autrichien de la Commission européenne, conformément aux souhaits d'Angela Merkel.